# Astochia silcharensis
Astochia silcharensis là một loài ruồi trong họ Asilidae. Astochia silcharensis được Joseph & Parui miêu tả năm 1997. Loài này phân bố ở miền Ấn Độ - Mã Lai.